# Comté aborigène de Pormpuraaw
Le Comté aborigène de Pormpuraaw est une  zone spéciale  d'administration locale australienne située à l'ouest de la péninsule du cap York, dans l'état du Queensland. Il est administré en vertu d'un acte de concession en fiducie conformément à la loi de 2004 sur les zones de gouvernement communautaire.

## Histoire
Le Kuuk Thaayorre (également appelé Koko-Daiyuri, Kuku Yak ou Thayorre) est le nom générique d'un groupe de langues aborigènes australiennes parlées à l'ouest du Cape York, notamment dans la région de Pormpuraaw (Edward River). L'aire linguistique du Thaayorre comprend la région du Conseil communautaire de Pormpuraaw et du Comté de Cook.
La région a été créée en 1938 sous le nom de « Mission Edward River ». Les aborigènes ont été progressivement incités à quitter leurs territoires traditionnels pour rejoindre celui de la mission.
En 1967, l'église anglicane n'était plus en mesure de poursuivre ses activités missionnaires dans la région. Le ministère des Affaires autochtones et insulaires du Queensland a alors pris en main la gestion des affaires de la communauté conformément à la loi.
Le 28 juillet 1987, en vertu de la loi de 1984 sur les services communautaires pour les aborigènes, la communauté de Pormpuraaw a reçu un acte de concession en fiducie (DOGIT). Comme les autres communautés relevant du DOGIT, Pormpuraaw est doté d'un conseil municipal élu par les Autochtones vivant dans la communauté. Le Conseil de Pormpuraaw nouvellement formé met en œuvre les dispositions prévues par le DOGIT. Quatre résidents autochtones et un maire sont élus pour un mandat de quatre ans.

## Compétences
Dans la mesure où le comté n'est pas placé sous la loi sur le gouvernement local et qu'il exploite les terres au nom de la communauté, ses compétences sont assez différentes de celles d'un organisme gouvernemental local typique. Il a notamment la responsabilité de la pêche, de la gestion de l'alcoolisme et de l'exploitation de certaines entreprises commerciales.
Le Conseil du Comté de Pormpuraaw administre un Centre Culturel Indigène à Pormpuraaw.

## Présidents et maires
- 2008 - 2016 : Richard Tarpencha[3],[4]
- 2016 - 2020 : Ralph Kendall[5],[6]
- 2020 - Aujourd’hui : Richard Tarpencha[7]

## Conseillers actuels
2020 - Conseillers : Tim Koo-Aga, George Conrad, Andrea Foote et Ronald Kingi Jnr